# Scraptia angustior
Scraptia angustior es una especie de coleóptero de la familia Scraptiidae.

## Distribución geográfica
Habita en Japón.